# ريموش
ريموش أو ريموس هو أحد الملوك الاكديين والابن الأكبر لسرجون الأول والملكة تاشلولتوم تسلم الحكم من والده سرجون وحسب قائمة الملوك الاكديين فانه حكم لمدة 9 سنوات (2214-2206) وفي عهده وبعد وفاة والده قامت ثورات عليه في المدن السومرية مثل (كيش واوروك ولكش واوما ) التي توحدت ضد السيادة الاكدية عليها وكذلك ثارت مدن عيلامية منها مدينة اوان ولا توجد الكثير من المدونات عن فترة حكمه وثم مات في سنة 2206 ق.م واستلم الحكم مكانه مانيشوتشو أخوه .

## السيرة
وفقًا لقائمة الملوك السومريين، استمر حكمه تسع سنوات (على الرغم من أن النسخ المختلفة تقول سبع أو خمسة عشر عامًا). هناك اسم سنة واحد باقٍ لسنة غير معروفة من حكمه: mu ud-nun{ki} / adab{ki} hul-a «العام الذي تم فيه تدمير أداب». يقول التقليد أنه اغتيل، كما هو مسجل في باروتو، خلاصة وافية للألفية الأولى قبل الميلاد: «إذا كان القلب مثل الخصية - فأل للملك ريموش، الذي قتله حاشيته بأختامهم الأسطوانية». وخلفه أخوه مانيشتوشو. نسخة أور الثالثة من قائمة الملوك السومريين تقلب ترتيب ريموش ومانيشتوشو.
إلى حد ما، كان عهده نموذجيًا لحاكم بلاد ما بين النهرين مع إيلاء الاهتمام المناسب للآلهة المختلفة ومعابدهم. عثر على عدد من قرابينه النذرية في المعابد المحفورة في العديد من مدن بلاد ما بين النهرين بما في ذلك أور وسيبار وخفاجا وبراك. بعد غزو عيلام، خصص 30 مانا (المانا حوالي نصف كيلوغرام) من الذهب، و3600 مانا من النحاس، و360 عبدًا لإنليل، كبير آلهة نيبور. مثال آخر على النشاط التعبدي كان التمثال الذي قدمه ريموش في نيبور (المعروف فقط من خلال النقش). يخضع تكوين التمثال لكيفية ترجمته. وقد اقترح القصدير، وكذلك البرونز (سبائك القصدير والنحاس) وكذلك الحديد النيزكي.
وتشير نصوص مختلفة إلى استمرار النشاط الاقتصادي في عهده، على الرغم من النشاط العسكري، الذي ربما كان يشمل فترة قصيرة من الزمن.
قضى معظم فترة حكمه القصيرة في تعزيز الإمبراطورية التي أنشأها والده سرجون، أول حاكم للإمبراطورية الأكدية. امتدت هذه الإمبراطورية في الغرب إلى سوريا في أماكن مثل تل براك وتل ليلان، وإلى الشرق في عيلام والحكومات المرتبطة بها في تلك المنطقة، إلى جنوب الأناضول في الشمال، وإلى «أدنى البحر» في الجنوب لتشمل جميع المناطق التقليدية. القوى السومرية مثل أوروك وأور ولجش. كل هذه الكيانات السياسية كان لها تاريخ طويل كقوى مستقلة وقامت بإعادة تأكيد مصالحها بشكل دوري طوال عمر الإمبراطورية الأكدية.

### توحيد المدن السومرية
وفقًا لنقوشه، فقد واجه ثورات واسعة النطاق، وكان عليه أن يستعيد مدن أور وأوما وأداب ولجش ودير وكي.آنكي وكازالو من الإنسيس المتمردين (يُعتقد أن كي.آنكي يقع في موقع تل شميت).: